# معركة عيون موسى
معركة عيون موسى هي إحدى معارك حرب أكتوبر 1973م.

## المعركة
كانت قوات قطاع الجيش الثالث تقاتل على عمق 8 إلى 11 كيلو مترًا شرق القناة وكان أبرز قتال هذا اليوم هو نجاح الفرقة 19 مشاة بقيادة العميد يوسف عفيفي في احتلال مواقع العدو الإسرائيلي المحصنة على الضفة الشرقية التي يتمركز فيها ستة مدافع 155 مم. كان العدو الإسرائيلي يستخدم هذه المدافع في قصف مدينة السويس خلال حرب الاستنزاف، ولم نتمكن من إسكاتها في ذلك الوقت برغم توجيه قصفات نيران ضدها بكل أنواع دانات المدفعية المتيسرة وقتئذ لصلابة التحصينات التي عملتلها بواسطة القوات الإسرائيلية.